# Halichoeres raisneri
Espèce
Synonymes
- Pseudojuloides inornatus C. H. Gilbert, 1890

Statut de conservation UICN

 DD  : Données insuffisantes
Halichoeres raisneri est une espèce de poissons osseux de petite taille de la famille des Labridae endémique  des îles Galápagos.

## Description
L'holotype de Halichoeres raisneri mesure 90 mm. Les paratypes de 40 à 80 mm.  

## Étymologie
Son nom spécifique, raisneri, lui a été donné en l'honneur de William R. Raisner, un pilote vétéran mort dans un accident d'ULM le 26 juin 1998 lors de l'expédition durant laquelle cette espèce a été collectée. 

## Publication originale
- (es + en) C. C. Baldwin et J. E. McCosker, « Wrasses of the Galápagos Islands, with the description of a new deepwater species of Halichoeres (Perciformes: Labridae) », Revista de Biología Tropical, Vicerractoría Investigación (d), vol. 49 Suppl 1,‎ 1er juillet 2001, p. 89-100 (ISSN 0034-7744 et 2215-2075, PMID 15260157, lire en ligne).